# 伍德賽德公園 (印地安納州)
伍德賽德公園（英語：Woodside Park）是位於美國印地安納州克林頓縣的一個非建制地區。該地的面積和人口皆未知。

## 地理
伍德賽德公園的座標為40°17′36″N 86°31′37″W / 40.29333°N 86.52694°W，而該地的平均海拔高度為258米（即846英尺）。